# Henrique de Almeida Valga
Henrique de Almeida Valga (São José, 15 de março de 1868 — Florianópolis, 15 de julho de 1928) foi um advogado e político brasileiro.
Filho de Manuel de Almeida Valga e de Clarinda de Abreu Valga.
Bacharel em direito pela Faculdade de Direito de São Paulo (1891).
Foi deputado à Congresso Representativo de Santa Catarina na 1ª legislatura (1891 — 1893), na 5ª legislatura (1904 — 1906), e na 6ª legislatura (1907 — 1909).
Foi deputado à Câmara dos Deputados na 6ª legislatura (1907 — 1909), na 7ª legislatura (1909 — 1911), na 8ª legislatura (1912 — 1914) e na 9ª legislatura (1915 — 1917).